# وندل (ماساچوست)
وندل(به انگلیسی: Wendell) شهرکی در شهرستان فرانکلین ایالت ماساچوست می‌باشد که در سال ۱۷۸۱ بنیان‌گذاری شده‌است. این شهرک در سرشماری سال ۲۰۱۰ میلادی، ۸۴۸ نفر جمعیت داشته‌است.